# DB HBR5

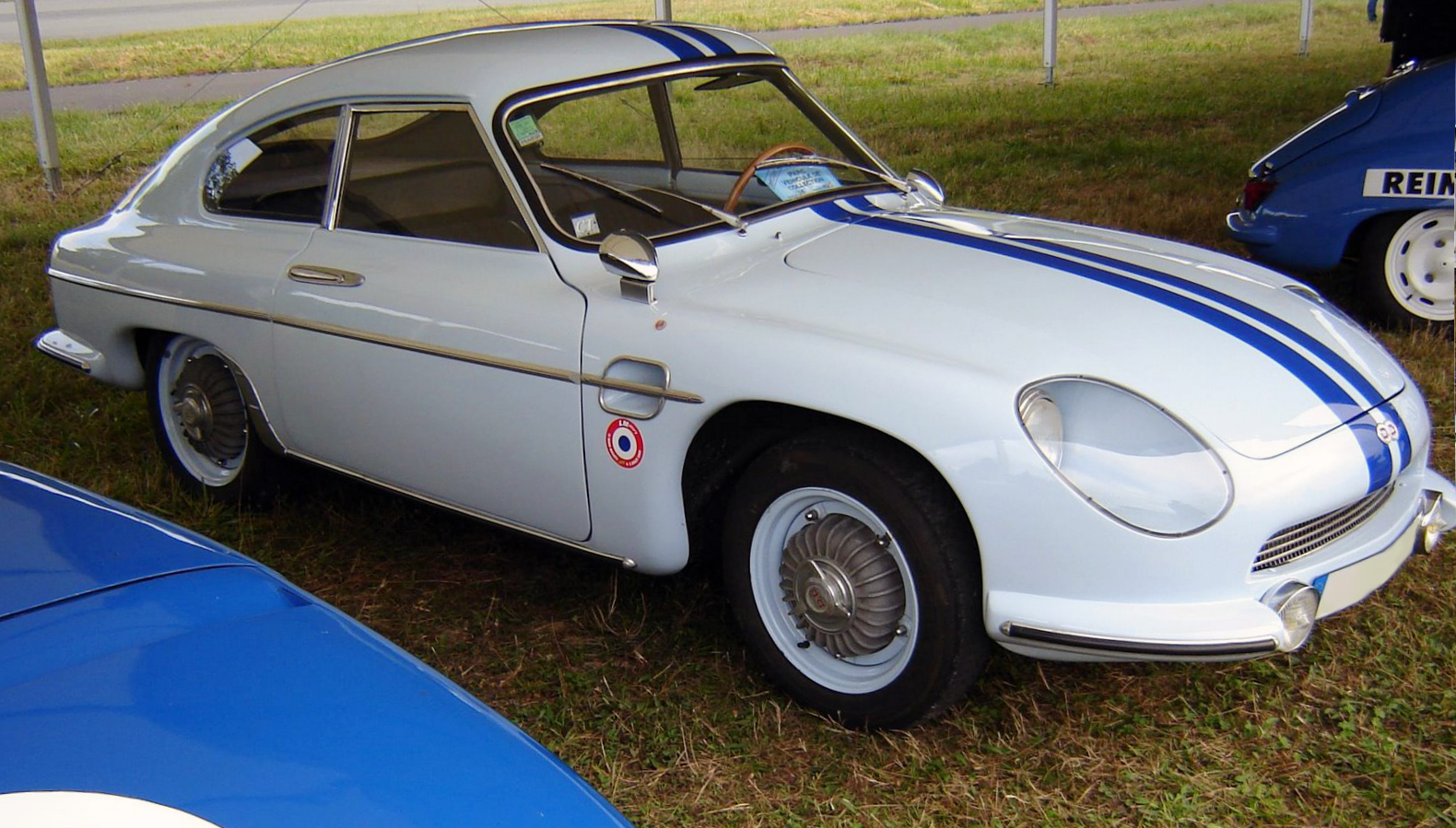
DB HBR5

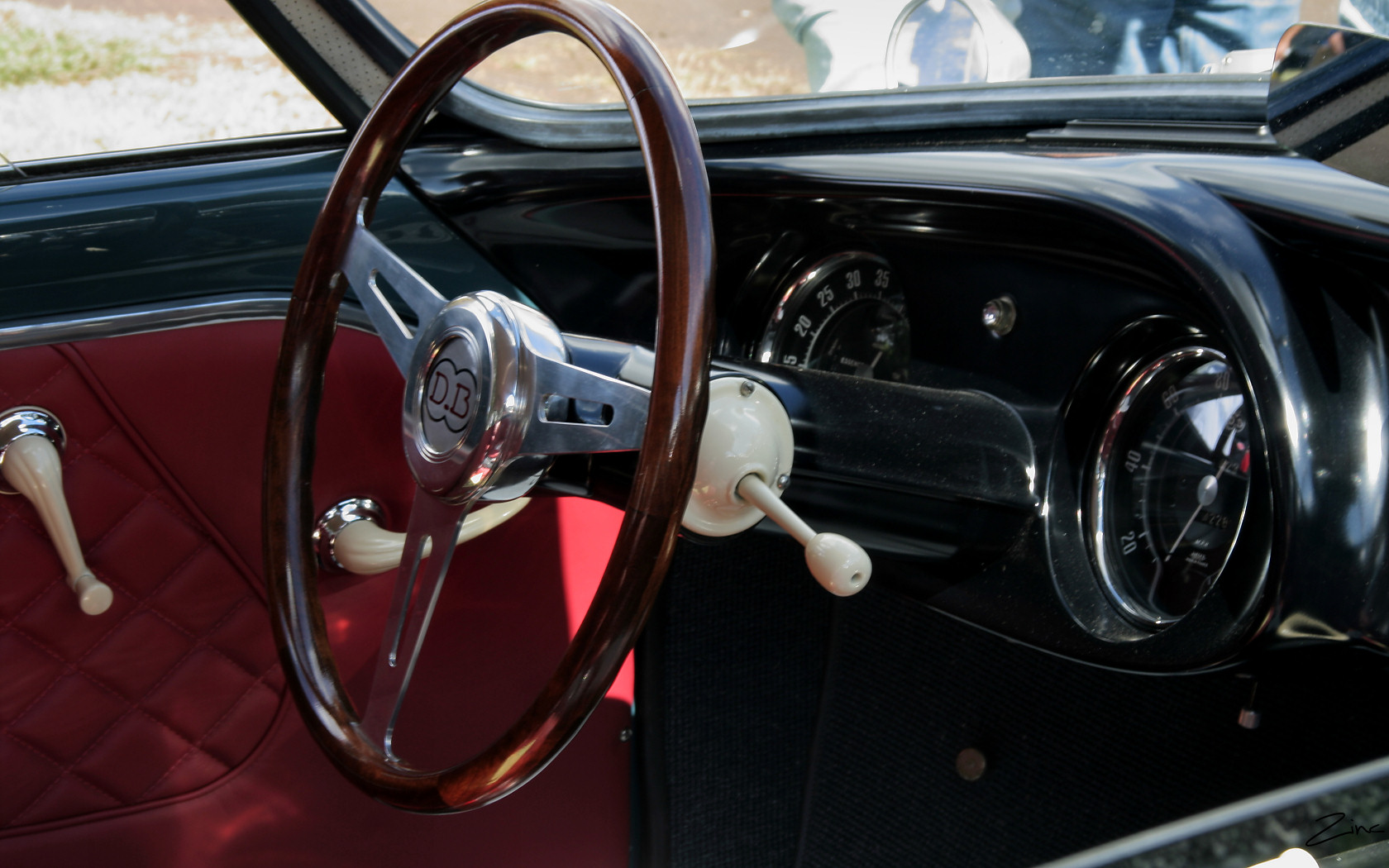
Cockpit eines HBR5

Der DB HBR5 war ein Sportwagen, der zwischen 1954 und 1961 bei Deutsch & Bonnet gebaut wurde und bis 1963 bei Sportwagenrennen zum Einsatz kam.

## Entwicklungsgeschichte
Mit dem HBR5 wollten René Bonnet und Charles Deutsch einen französischen Gran-Turismo-Wagen der kleinen Hubraumklassen schaffen, der auf der Rennstrecke einsetzbar war und sich als Straßenfahrzeug verkaufen ließ. Der Öffentlichkeit vorgestellt wurde das Modell am Pariser Autosalon 1954. Vom HBR5 wurden in Summe 430 Fahrgestelle gebaut; die Technik der Wagen basierte weitgehend auf Panhard-Entwicklungen. Der luftgekühlte Zweizylinder-Boxermotor mit 851 cm³ stammte aus dem Dyna Z, war aber von René Bonnet mit speziellen Ansaugrohren, geänderter Nockenwelle, verstärkten Ventilfedern und einen neuen Auspuff versehen worden. So leistete der Motor 58 PS (43 kW) bei 5700/min statt 42 PS (31 kW) bei 5300/min. Später kamen auch 1-Liter-Motoren zum Einsatz.
Der Wagen hatte Frontantrieb und laut gleichlautenden Aussagen von Fahrern eine gute Straßenlage. Der Wagen war kompakt und mit einem Gewicht 584 kg sehr leicht. Das lag vor allem an der Karosserie aus glasfaserverstärktem Kunststoff. Die HBR5 gab es ausschließlich als Coupé. Eine Sonderform des HBR5 war der HBR4 mit dem kleineren 0,75-Liter-Panhard-Boxermotor. Dieses Modell gab es auch als Spyder.

## Renngeschichte
107mal waren HBR5 bei Sportwagenrennen gemeldet. Das Modell verzeichnete vier Gesamt- und 13 Klassensiege. Das Renndebüt gab es beim 12-Stunden-Rennen von Sebring 1956. Paul Armagnac und Guillaume Mercader beendeten das Rennen als 16. der Gesamtwertung und gewannen die Rennklasse für Sportwagen bis 0,75-Liter-Hubraum. Bei 24-Stunden-Rennen von Le Mans dieses Jahres gab es einen Ausfall. Es folgten Einsätze bei der Mille Miglia, der Tour de France für Automobile und weiteren Sportwagenrennen der späten 1950er-Jahre. Vor allem aber in Le Mans gehörten die Fahrzeuge immer wieder zu den Favoriten auf Siege in der gemeldeten Rennklasse, die jedoch fast immer von den HBR4 erzielt wurden.
Die Gesamtsiege feierte allesamt Howard Hanna bei US-amerikanischen Sportwagenrennen.